# منطقه حفاظت‌شده هزارجریب
هزارجریب ساری  یک منطقه حفاظت‌شده با مساحت ۶۱۹۵ هکتار در استان مازندران و استان سمنان است. این منطقه که به دلیل داشتن جنگلهای کم‌دست‌خورده هیرکانی و همچنین ضرورت حمایت از گونه‌های با ارزش مرال، شوکا، بز و پازن از سال ۱۳۸۰ تحت حفاظت قرار گرفته دارای اقلیم نیمه‌مرطوب معتدل است.

## ویژگی‌های منطقه
این منطقه کوهستانی، دارای درِّه‌های پرآب، پوشش‌های گیاهی نیمه‌انبوه و چراگاه‌های ییلاقی است. رودحانه «زارم رود» مرز شمالی منطقه با پارک ملی پابند را تشکیل می‌دهد.
هزارجریب از قدیم به دو بخش تقسیم شده‌است. چهاردانگه و دودانگه.
چهاردانگه نیز سه قسم بوده‌است: «چهاردانگهٔ سورتیجی، چهاردانگهٔ مسعود الملک و چهاردانگهٔ شهریاری به مرکزیت یانه سر»

## گونه‌های جانوری
پلنگ، خرس قهوه‌ای، گراز، روباه معمولی، شغال، تشی، گربه وحشی، سمور جنگلی، رودک، کبک، تیهو، توکا، دلیجه و انواع سارگپه.